# Franciszek Czapski (zm. 1736)
Franciszek Czapski herbu Leliwa (ur. ok. 1680, zm. 27 lipca 1736 w Gdańsku) – kasztelan gdański.
Syn Jana Chryzostoma (zm. 1716), kasztelana elbląskiego. Brat Ignacego, kasztelana gdańskiego.
Urząd kasztelana gdańskiego pełnił w latach 1725–1736. Był także podkomorzym chełmińskim.
Był członkiem konfederacji generalnej zawiązanej 27 kwietnia 1733 roku na sejmie konwokacyjnym.